# La Face cachée du Z
La Face cachée du Z est la cent-vingt-troisième histoire de la série Spirou et Fantasio. Elle est publiée pour la première fois dans Spirou à partir du no 3820.

## Univers

### Synopsis
Zorglub a créé une résidence de luxe sur la lune pour les stars et Spirou, Fantasio, Spip et Champignac y sont "invités". Tandis que Spirou est resté exposé aux radiations lunaires en dehors de la base et que d'étranges sabotages ont lieu, il est possible que Zorglub n'ait pas renoncé à ses rêves mégalomanes.

### Personnages

#### Personnages récurrents
- Spirou
- Fantasio
- Spip
- Comte de Champignac
- Zorglub

#### Nouveaux personnages
Poppy Bronco : un mercenaire sans scrupules. A vraisemblablement une longue carrière derrière lui. L'auteur inclut des notes de bas de page faisant référence à des œuvres imaginaires — avec des titres plutôt loufoques — censées relater ses exploits. Apparemment tué à la fin de l'album, il réapparait dans le tome 54.
Blythe Prejlowieky : une actrice célèbre. Il s'agit d'un nom d'artiste : son vrai nom est Angie Wood. Les auteurs ont expliqué qu'ils avaient inversé la logique des pseudonymes hollywoodiens (généralement des mots d'anglais courant) pour en faire le comble du snobisme. Blythe tombe progressivement amoureuse de Spirou. Pour cette raison, elle se joint à Fantasio pour sauver le héros à la fin de l'album, et se révèle plus efficace que Fantasio lui-même.

## Publication

### Revues
Publiées dans le Magazine Spirou à partir du numéro 3820.

### Album
Édition originale publiée le 21/10/2011 (disponible en 2 couvertures différentes) et une édition collector le 23/10/2011.